# Dorival de Abreu
Dorival Masci de Abreu (São Paulo, 26 de julho de 1933 — julho de 2004) foi um jornalista, radialista e político brasileiro. Foi co-fundador do Partido Trabalhista Nacional (PTN), atualmente Podemos (PODE).